# The Lancet
The Lancet je všeobecně zaměřený recenzovaný medicínský týdeník, jeden z nejstarších a nejznámějších medicínských odborných časopisů. Byl založen roku 1823 Thomasem Wakleym, anglickým chirurgem, který jej pojmenoval podle chirurgického nástroje, zvaného skalpel (angl. the lancet), ale také po architektonickém termínu „lancet window“, (okno s ostře lomeným obloukem), čímž chtěl indikovat zaměření časopisu, přinášejícího „světlo moudrosti“, nebo jen prostě „vpouštějícího světlo“.

## Obsah
Časopis publikuje články základního výzkumu, články recenzí („semináře“ a „recenze“), redaktorské sloupky, recenze knih, dopisy čtenářů, ale také novinky z oboru a popisy zajímavých případů z praxe. The Lancet je od roku 1991 ve vlastnictví nizozemského vydavatelství Elsevier a jeho šéfredaktorem je od roku 1995 Richard Horton. Časopis má redakční kanceláře v Londýně, New Yorku a Pekingu.

## Vliv časopisu
Podle každoročně publikované analytické zprávy Journal Citation Reports měl časopis v roce 2018 impakt faktor 59,102, což jej řadí na druhé místo na světě v kategorii „všeobecná a interní medicína“, hned za časopisem The New England Journal of Medicine.